# コンプRPG
『コンプRPG』（コンプアールピージー）は、角川書店から発行されていたテーブルトークRPG専門の雑誌。コンプティーク増刊として1991年11月30日号より季刊誌として創刊、1994年8月30日号（vol.12）から隔月刊化。1996年10月30日号（vol.25）をもって休刊した。「ゲームエイジのための万能RPGマガジン」と銘打ち、誌面には主にリプレイや サプリメント、テーブルトークRPG関連小説を掲載していた。表紙イラストはvol.1-3は貞本義行、vol.4-5はうるし原智志、vol.6-10は結城信輝（以後は非固定）。

## 概要
親誌であるコンプティークはパソコンゲーム雑誌であったものの、1986年からリプレイ連載を開始したロードス島戦記シリーズ、およびその後継であるクリスタニアシリーズのヒットなどにより、1990年代初頭まではテーブルトークRPGファンにもよく読まれている雑誌でもあった。コンプティークが持つテーブルトークRPGファン層をターゲットとして1991年に創刊されたのが、このコンプRPG誌である。
創刊当時の目玉ゲームは角川書店から翻訳予定であったガープスであり、1996年の休刊まで同誌の看板でありつづけた。創刊号から1992年12月30日号（vol.5）まではガープスに加えて、クリスタニア、フォーチュンクエストRPG、ダブルムーン伝説などのコンプティークとその兄弟誌のテーブルトークRPG関連の記事を主に展開された。
しかし、1992年の角川春樹と歴彦兄弟の対立（お家騒動）により、コンプティークとその兄弟誌などを制作していた角川メディアオフィスのスタッフの大多数が、歴彦が新しく創立したメディアワークスに移籍した。これらの事態によって、1993年2月28日号（vol.6）で小説「漂流戦記クリスタニア」が休載(「諸般の都合」とされた)になるなど誌面に多大な影響を及ぼした。その後はvol.6から読者参加企画の超女王様伝説 セント★プリンセスが開始、1993年8月30日号（vol.8）からテーブルトークRPG専門誌ウォーロック（社会思想社）休刊後にサポートが休止状態であったハイパートンネルズ&トロールズを復活させるなどのテコ入れが行われた。
親誌であるコンプティークの影響もあり、創刊当時からメディアミックスを強く意識した雑誌作りになっており、雑誌で紹介されるテーブルトークRPG作品のほとんどは、小説化やコンシューマゲーム化、コミック化などが前提にされていた。

## ゲームクエスト
コンプRPGの休刊後間もなく、角川書店は新装刊・後継誌として『ゲームクエスト』を1996年12月30日号で創刊。隔月誌で「遊びを極めるスペシャルマガジン」という標題であった。コンプRPGで連載されていたガープスなどはこちらで連載されるようになった。その号限りの独自展開であるVガープスなどが存在している。初号の読者投稿で「どうせまたその内リニューアルだ」という毒を含むものが採用される（逆手にネタにするつもりだったと思われる）。
TRPG初心者を強く意識したほか、トレーディングカードゲームのマジック:ザ・ギャザリングや角川アニメも多く取り扱う誌面構成に転向するが、およそ1年後の1997年11月10日号にて休刊する。執筆者のコラムには最初から全3回、全6回と銘打っているものもあり、TRPG冬の時代を背景に当初から人気が出なければ短期間の刊行予定であったと推測されている。
この後、ガープスのサポートなどは富士見書房に移管され各種『完訳版』が発売された他、妖魔夜行およびルナル・サーガの小説展開はザ・スニーカー誌やスニーカー文庫書下ろしという形で継続された。

## 特集を組んでいたテーブルトークRPG

### コンプRPG
- ガープス
  - ガープス・妖魔夜行
  - ガープス・ルナル
  - リング★ドリーム
  - コクーン・ワールド
- ハイパートンネルズ&トロールズ
- ロードス島戦記
- フォーチュンクエストRPG
- ブルーフォレスト物語
- クォヴァティス
- ダブルムーン伝説
- 新双月英雄伝ダブルムーン

### ゲームクエスト
- ガープス
  - カルシファード青嵐記
  - ドリームクエストRPG -Vガープス-

## 読者参加ゲーム

### コンプRPG
- スーパー・ロボクラッシュ
- 超女王様伝説 セント★プリンセス
- 超女王様伝説・第二部 九姫争乱編 エンシェント★クイーン
- 三国志演偽

### ゲームクエスト
- HEART of MAGIC マジカル・リンケージ
- シンキングキャッツ

## コミック

### コンプRPG
- 超女王様伝説・外伝　聖姫伝説（原案：菊池たけし、作画：うみのさとる）
- 読者参加リプレイコミック　ロードス島戦記RPG　魔の島の要塞（原作山本弘・高山浩・グループSNE、作画浦田たひろ）
- ガープス・コクーン・コミック 竜と蛙と冒険者（原作：友野詳・グループSNE、作画：九月姫）

## 小説

### コンプRPG
- 漂流伝説クリスタニア（水野良）
- 妖魔夜行（文：山本弘他・イラスト：青木邦夫）

### ゲームクエスト
- 妖魔夜行
- ACCESS 機械仕掛けの戦乙女（泥士郎・安西真）

## 連載

### コンプRPG
- ゲームマスター道（高山浩）
- ゲーマー列伝（高山浩）
- 実戦!コンピュータ冒険箱（文：あすたけいた、イラスト：鈴木猛）
- レスキュー・ザ・TRPG（水野良）
- クロちゃんのRPG千夜一夜（黒田幸弘）
- TRPGわがまま言いほうだい（細江ひろみ・井上純弌）
- 冒険ウォーカー（藤浪智之・佐々木亮）

### ゲームクエスト
- 飛び出せ!コンピュータ冒険箱 (あずたけいた・鈴木猛)
- ねこねこファンタジーガイド (藤浪智之・佐々木亮)